# أليسيا داميكو
أليسيا داميكو (بالإسبانية: Alicia D'Amico) هي مصورة أرجنتينية، ولدت في 6 أكتوبر 1933 في بوينس آيرس في الأرجنتين، وتوفي بنفس المكان في 30 أغسطس 2001.